# Narów
Narów – element charakteru konia chowanego, powstały wskutek niekorzystnych i zewnętrznych uwarunkowań środowiskowych (takich jak np. błędy wychowawcze lub wypadki), w wyniku których następuje wytworzenie się określonych reakcji warunkowych, stanowiących często zagrożenie dla zdrowia i życia ludzi, a także zwierząt. Cecha ta jest niepożądana w optyce przyjętych celów procesu układania zwierzęcia i może w istotny sposób obniżyć jego wartość użytkową.
Narowy nie mogą występować w naturze, gdyż każda cecha charakteru konia żyjącego na wolności kształtuje się pod wpływem środowiska naturalnego i stanowi istotny element adaptacyjny. Narowy mają zatem wyłącznie konie chowane, którym stawia się określone przez człowieka cele wychowawcze. W obrębie znaczenia terminu narów nie można kwalifikować dysfunkcji psycho-somatycznych, czyli chorób konia.